# Monsters (The Walking Dead)
Monsters là tập thứ ba trong Phần 8 của series phim truyền hình The Walking Dead. Tập phim được phát sóng trên kênh AMC của Mỹ vào ngày 5 tháng 11 năm 2017. Khi phát sóng tại Mỹ, tập phim đã được 8,52 triệu người xem trong đó có 3,8 triệu người từ 18-49 tuổi.

## Nội dung tập
Tiếp tục lắng nghe qua chiếc bộ đàm của kẻ đã bị họ giết trước đó, nhóm của Ezekiel & Carol biết được rằng đồng bọn trong The Saviors của hắn đang tiến đến để đón đầu họ. Mặc dù vậy, cả Ezekiel và Carol vẫn mỉm cười tự tin và bảo rằng dù bên phe địch có lợi thế về số lượng, nhưng họ vẫn có chiến thuật để xử lý chúng. Lát sau, họ tách thành hai nhóm nhỏ. Ezekiel và một vài người giả vờ để cho The Saviors bao vây, trong khi Carol cùng những người còn lại bất ngờ tấn công và tiêu diệt sạch chúng. Ezekiel một lần nữa nói với sự lạc quan rằng họ sẽ không mất đi dù chỉ một binh lính trong nhóm mình.
Vẫn đang chĩa súng vào mặt Rick, Morales đặt câu hỏi cho lý do mà anh vào tòa nhà này nhưng không được Rick trả lời. Morales bảo rằng đã được Negan dặn phải bắt sống Rick, Maggie và Ezekiel; đồng thời khẳng định lại một lần nữa rằng đã gọi tất cả những đồng bọn ngoài kia quay trở vào. Bên ngoài sân, nhận được lệnh của Morales, các thành viên The Saviors đang xả súng về phía quân Alexandria cũng ngừng bắn để rút vào trong.
Aaron dìu Eric – người vừa bị trúng đạn đến ngồi ở một gốc cây. Aaron bày tỏ sự ăn năn vì đã kéo bạn trai vào cuộc chiến này. Tuy nhiên, Eric bảo Aaron hãy quay lại trận chiến tiếp tục hỗ trợ những người khác. Sau khi trao cho bạn trai một nụ hôn, Aaron để lại một khẩu súng và rời khỏi.
Nhóm của Tara, Morgan và Jesus đang trên đường áp giải các thành viên The Saviors mà họ bắt được về Hilltop. Jesus nói với Morgan rằng cho dù trước đây những kẻ kia từng làm những gì, họ vẫn là con người và không đáng bị xử tử trong tình trạng không kháng cự.
Rick hỏi Morales xem vợ và hai con của anh ấy còn sống không thì được biết rằng Morales là người sống sót cuối cùng trong gia đình mình. Rick cũng kể ra những thành viên trong nhóm gốc đã bỏ mạng: Lori, Shane, Andrea và Glenn – người đã bị Negan giết hại một cách tàn nhẫn. Morales phớt lờ điều này và bảo rằng kể từ sau khi mất gia đình, anh ấy trở thành một kẻ lạc lối, mất mục đích sống cho đến khi được The Saviors tìm thấy và đưa về. Cả hai người họ giờ đây đều đã thay đổi và đều chỉ là những kẻ đang làm những việc cần phải làm để sống sót. Đúng lúc đó, Daryl tiến tới từ phía sau và dùng nỏ bắn chết Morales, bất chấp việc cả hai từng quen biết nhau. Vừa sau khi Rick báo với Daryl rằng anh vẫn chưa tìm thấy kho vũ khí, họ nghe thấy tiếng của các thành viên The Saviors bên ngoài chạy vào.
Trong lúc đang bị áp giải, tên Jared khiêu khích Morgan bằng cách châm biếm việc ông đang mặc chiếc áo giáp của Benjamin. Đúng lúc Morgan đang định chĩa súng bắn hắn, một bầy xác sống từ phía trên đồi lăn xuống và tấn công họ. Nhân cơ hội các thành viên của liên quân đang phải đối phó với đám walker, Jared cùng một vài tên đồng bọn bỏ chạy vào rừng. Những tên khác cũng định chạy theo nhưng bị Alden cản lại. Morgan liền đuổi theo nhóm của Jared, bắt kịp chúng và bắn chết một tên trong đó. Trước khi ông kịp bắn chết kẻ thứ hai, Jesus chạy tới và gạt phăng khẩu súng của ông xuống đất.
Morgan một lần nữa bảo rằng các thành viên The Saviors sẽ không thay đổi và sẽ tiếp tục tìm cách bỏ trốn, có thể dẫn đến hậu quả khôn lường. Tuy nhiên, Jesus nói rằng rồi Maggie sẽ tìm được cách xử lý việc này. Hòa bình rồi sẽ đến, và họ rồi cũng sẽ phải chung sống với The Saviors. Nghe những lời này, Morgan không những không bình tĩnh lại mà còn đột nhiên dùng gậy lao tới tấn công Jesus.
Nhóm của Ezekiel & Carol tiến tới sát tiền đồn kia của The Saviors và một lần nữa tiêu diệt sạch một nhóm kẻ địch đang chạy đi.
Rick và Daryl đang bị tấn công bởi những thành viên The Saviors vừa chạy vào khu nhà. Họ chiến đấu lại chúng cho tới khi gần cạn kiệt đạn. Cuối cùng, Rick bèn bắn vào một chiếc bình xịt cứu hỏa, tạo ra khói và hạ gục hết kẻ địch nhân lúc chúng mất cảnh giác. Aaron cùng những người khác cũng vừa bước vào để tiếp ứng.
Vừa phản đòn lại Morgan, Jesus vừa cố khuyên ông ấy dừng lại. Tuy nhiên, Morgan vẫn tiếp tục lao tới. Sau cùng, Jesus cướp được gậy của Morgan và đạp mạnh cho ông lùi lại. Được Jesus ném trả lại cây gậy, Morgan chĩa đầu nhọn vào cổ anh ấy nhưng rồi ngừng lại. Morgan nói rằng ông biết rõ mình không đúng, nhưng điều đó cũng không có nghĩa là ông sai. Ông quyết định không tham gia vào việc áp giải này nữa và bỏ đi.
Ở Hilltop, Gregory vừa trở về và van nài trước cổng nhưng không được Maggie cho vào. Cô chỉ hé mở cổng một chút để nhìn mặt và tra hỏi ông ta về hành vi phản bội liên quân. Gregory ngụy biện rằng mình đến tìm gặp Negan chỉ là để tìm cách thương lượng hòa bình, tránh để chiến tranh xảy ra và làm những người dân vô tội thiệt mạng; toàn bộ những lời ông ta nói trước đó đều là do Negan ép buộc. Tuy nhiên, Maggie phủ nhận tất cả điều này và bảo rằng Kal đã kể cho cô nghe hết lý do mà anh ấy được Gregory sai đưa đến The Sanctuary.
Khi Maggie định bỏ đi và mặc kệ Gregory bên ngoài, ông ta đành xin lỗi và thừa nhận rằng mình tới tìm gặp Negan vì quá sợ hãi, không muốn bản thân gặp nguy hiểm nếu có một cuộc chiến xảy ra. Nhưng giờ đây, Gregory đã nhận ra rằng cách duy nhất để đối phó với The Saviors là triệt hạ chúng, ông ta đã sai khi nghĩ rằng phe liên quân không thể thắng. Cuối cùng, Maggie đành mủi lòng và cho Gregory vào. Ông ta bèn rối rít khẳng định kể từ giờ mình đã thay đổi.
Đúng lúc đó, nhóm của Tara và Jesus áp giải các thành viên The Saviors kia về đến Hilltop. Gregory lập tức thay đổi thái độ và to tiếng khẳng định không cho những kẻ kia được vào trong cộng đồng. Tuy nhiên, Maggie liền bảo ông ta im lặng và đi vào trong. Jesus thuyết phục Maggie cho nhốt các thành viên The Saviors kia vào hai toa xe trống và cho người canh gác nghiêm ngặt cho đến khi cuộc chiến tranh kết thúc.
Nhóm Rick, Daryl, Aaron và các cư dân Alexandria khác đang dọn dẹp nốt những gì còn sót lại ở tiền đồn mà họ đã đánh bại. Họ giết các xác sống, dùng dao đâm vào những thi thể chưa biến đổi và phủ vải lên các đồng đội thiệt mạng. Một vài chiếc xe lên đường chở những người bị thương về cộng đồng. Rick đi xung quanh chụp ảnh các xác chết của địch và sau đó ghi chép gì đó vào một cuốn sổ.
Aaron quay lại chỗ mình đã để Eric lại nhưng chỉ thấy còn lại khẩu súng dưới đất. Nhìn ra xa, anh thấy Eric đã biến đổi thành xác sống và bỏ đi. Aaron bật khóc định đuổi theo nhưng bị Scott kéo lại.
Sau khi đã lục soát rất kỹ cả khu nhà nhưng không thấy kho vũ khí đâu, nhóm của Rick quyết định rời khỏi. Rick đưa em bé Gracie cho Aaron mang về Hilltop.
Khi những người khác đều đã về hết và chỉ còn lại hai người họ, Rick bảo rằng mình cần phải một mình đi gặp một đám người này, và Daryl bảo rằng anh sẽ tới tìm nếu Rick đi quá lâu. Đúng lúc đó, một phát súng từ đâu đó nã về phía họ. Rick và Daryl núp ra sau xe và nhận ra kẻ vừa khai hỏa đang núp trong một bụi cây nhỏ. Rick liền thuyết phục kẻ đó đầu hàng, cung cấp thông tin họ đang cần và hứa danh dự sẽ tha mạng cho hắn. Cuối cùng, Todd – một thành viên của The Saviors bèn bước ra từ chỗ nấp. Được Rick hỏi về kho vũ khí, hắn khai ra rằng số súng trong đó đã được chuyển đến tiền đồn của Gavin từ hôm qua. Ngay khi biết được câu trả lời, Daryl bèn bắn chết hắn.
Trong khi đó, nhóm của Ezekiel và Carol vẫn đang tận hưởng chiến thắng tại tiền đồn kia, cũng chính là tiền đồn của Gavin. Họ tưởng rằng đã tiêu diệt được hết kẻ địch tại đây, để rồi bất ngờ bị hàng loạt tràng đạn xả tới tấp về phía mình. Một vài binh lính vội vàng chạy đến đỡ đạn thay cho Ezekiel và thiệt mạng.

## Diễn viên

### Diễn viên chính
- Andrew Lincoln vai Rick Grimes
- Norman Reedus vai Daryl Dixon
- Lauren Cohan vai Maggie Rhee
- Chandler Riggs vai Carl Grimes*
- Danai Gurira vai Michonne*
- Melissa McBride vai Carol Peletier
- Lennie James vai Morgan Jones
- Alanna Masterson vai Tara Chambler
- Josh McDermitt vai Eugene Porter*
- Christian Serratos vai Rosita Espinosa*
- Seth Gilliam vai Gabriel Stokes*
- Ross Marquand vai Aaron
- Jeffrey Dean Morgan vai Negan*
- Austin Amelio vai Dwight*
- Tom Payne vai Paul Rovia
- Xander Berkeley vai Gregory
- Khary Payton vai Ezekiel
- Steven Ogg vai Simon*
- Katelyn Nacon vai Enid
- Pollyanna McIntosh vai Jadis*

### Diễn viên định kỳ
- Jordan Woods-Robinson vai Eric Raleigh
- Callan McAuliffe vai Alden
- Juan Pareja vai Morales
- Cooper Andrews vai Jerry
- Jason Douglas vai Tobin
- Kenric Green vai Scott

*Không xuất hiện trong tập này

### Các diễn viên phụ khác
- Kerry Cahill vai Dianne
- Peter Zimmerman vai Eduardo
- Carlos Navarro vai Alvaro
- Daniel Newman vai Daniel
- Anthony Lopez vai Oscar
- Joshua Mikel vai Jared
- Adam Fristoe vai Dean
- Lee Norris vai Todd
- James Chen vai Kal
- Scarlett & Sophia vai Gracie
- Karl Funk vai Neil
- Katy O'Brian vai Katy
- Sean Freeland vai Thành viên The Saviors
- Matthew Rimmer vai Thành viên The Saviors

## Cái chết trong tập
- Miranda Morales (Xác nhận)
- Eliza Morales (Xác nhận)
- Louis Morales (Xác nhận)
- Morales
- Eric
- Todd
- Daniel
- (Ít nhất) 71 thành viên của The Saviors
- (Ít nhất) 15 cư dân của Alexandria & The Kingdom trong liên quân

## Đánh giá
Tương tự như tập trước đó, tập phim một lần nữa nhận phải những phản hồi trái chiều từ giới phê bình, với chỉ 52% trong số 23 bài review trên Rotten Tomatoes là theo hướng tích cực. Nhận xét ngắn gọn mà trang này đưa ra là: "Mặc dù có nhiều cảnh hành động cũng như các cái chết tiêu biểu, "Monsters" vẫn gặp khó khăn trong việc cải thiện cốt truyện của mùa này".